# La Chapelle-Saint-Martin
La Chapelle-Saint-Martin là một xã thuộc tỉnh Savoie trong vùng Rhône-Alpes ở đông nam nước Pháp. Xã này nằm ở khu vực có độ cao từ 315-521 mét trên mực nước biển.